# Forme of Cury

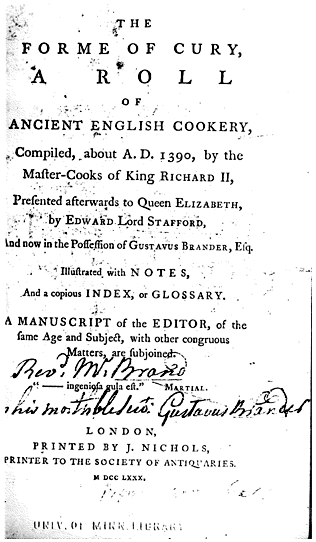
Titelseite des Forme of Cury

Forme of Cury ist der Name einer Sammlung von Kochrezepten der Köche am Hofe von König Richard II. von England. Das Manuskript wurde um das Jahr 1390 in mittelenglischer Sprache auf Pergament geschrieben. Es enthält 205 Rezepte, wobei deren Zahl bei unterschiedlichen Abschriften des Werkes variiert.
Die bis heute verwendete Bezeichnung dieser englischen Rezeptsammlung stammt von dem Briten Samuel Pegge (1704–1796), der das Werk im Jahre 1780 drucken ließ und wird seitdem für verschiedene Abschriften des ursprünglichen Manuskripts verwendet. Es handelt sich gemeinsam mit anderen wichtigen mittelalterlichen Rezeptsammlungen, wie Le Viandier, Du fait de cuisine und Ménagier de Paris, um die wohl bekannteste Rezeptesammlung aus dem Mittelalter und stellt ein Schlüsselwerk zum Verständnis der Esskultur des Mittelalters dar. Interessant an ihr ist vor allem, dass sie zahlreiche Rezepte in abgewandelter Form aus Le Viandier übernommen hat.
Ab 2009 sollte das Faksimile des alten Kochbuches im Internet digital verfügbar sein. Die John Rylands University Library macht damit das Original weltweit öffentlich zugänglich.